# Páll Skúlason
Páll Skúlason, né le 4 juin 1945 à Akureyri et mort le 22 avril 2015 à Reykjavik, est un philosophe islandais.

## Biographie
Il étudie la philosophie à l'Université catholique de Louvain, où il obtient un doctorat en 1973 avec une thèse intitulée Du Cercle et du Sujet, problèmes de compréhension et de méthode dans la philosophie de Paul Ricœur.
Il devient maître de conférence à l'université d'Islande en 1971, puis été nommé professeur en 1975. Aux côtés de Þorsteinn Gylfason (en) et de Mikael M. Karlsson, il contribue à développer l'enseignement de la philosophie dans cette université. Élu doyen du département de philosophie à plusieurs reprises (1977-1979, 1985-1987, 1995-1997), il sert comme recteur de l'université de 1997 à 2005. De 2004 à 2009, il est membre du Conseil de gouvernance de l'université du Luxembourg.

## Distinctions
- Chevalier de l'ordre du Faucon (1999)
- Chevalier de la légion d'honneur (2006[2])